# Силван Лејк (Алберта)
Силван Лејк (енгл. Sylvan Lake) је варош у централном делу канадске провинције Алберта и део је статистичке регије Централна Алберта. Налази се на југоисточној обали језера Силван, на раскрсници локалних друмова 11 и 11А на око 25 км западно од града Ред Дир. 
Насеље су 1889. основали француски досељеници из Квебека и Мичигена, а почетком прошлог века у насеље се доселила значајнија група естонских и финских имиграната. Насеље је 1913. добило статус вароши. У почетку пољопривредно насеље, Силван Лејк је данас омиљена рекреациона дестинација становника Ред Дира и Едмонтона, превасходно захваљујући језеру на чијим обалама лежи, а које годишње посети око 1,5 милиона људи.

Према резултатима пописа становништва из 2011. у варошици је живело 12.327 становника у око 5.600 домаћинстава, што је за 20,3% више у односу на попис из 2006. када је регистровано 10.250 становника. На основу броја становника (више од 10.000) Силван Лејк задовољава услов за добијање статуса града у Алберти, и убраја се међу највеће вароши у провинцији.

## Становништво
| 1996. | 2001. | 2006.  | 2011.  | 2016.  |
| ----- | ----- | ------ | ------ | ------ |
| 5.178 | 7.493 | 10.208 | 12.327 | 14.816 |